# Flussio
Flussio (sardinski: Frussìo) je grad i općina (comune) u pokrajini Oristanu u regiji Sardiniji, Italija. Nalazi se na nadmorskoj visini od 305 metara i ima 440 stanovnika.
 Prostire se na 6,87 km². Gustoća naseljenosti je 64 st/km².
Susjedne općine su: Magomadas, Modolo, Sagama, Scano di Montiferro, Sennariolo, Suni, Tinnura i Tresnuraghes.